# Iglesia de San Pablo (Córdoba)
La iglesia de San Pablo es una templo católico embarcado dentro de las iglesias fernandinas de la ciudad de Córdoba, España. La actual iglesia y el ya desaparecido convento de San Pablo están construidos sobre un espacio que albergó siempre grandes edificaciones por su privilegiada situación, ante la puerta de Hierro de la ciudad y junto una de sus principales vías de acceso. Primero fue el circo romano cordobés, luego, los musulmanes construyeron un palacio almohade y finalmente los cristianos un convento de los dominicos.

## Historia
Tras la conquista de la ciudad, Fernando III donó a los dominicos los terrenos en la zona de la Axerquía, ratificando en 1241 la concesión mediante un privilegio en el que establecía: 

Os doy y concedo en Córdoba aquel lugar, con sus pertenencias donde está el monasterio con todo lo que los frailes tuvieron por donación mía y con la tercera parte del agua que corre al pie del muro y cerca de la barbacana entre la cerquía y la almedina...
Fernando III de Castilla

Fue tal la extensión de los terrenos que los dominicos pudieron construir un gran edificio y dotarlo de una huerta conocida como Almesa, para cuyo riego se utilizó el agua concedida por el rey. Las primeras construcciones se dedicaron a vivienda y a continuación se erigió la iglesia cuya obra culminó en el siglo XV. Posteriormente se añadieron nuevas construcciones y se reformaron las anteriores. 
Durante la dominación francesa, en 1810, el convento fue convertido en cuartel y sólo la iglesia mantuvo su función original. En 1848, ante el estado ruinoso del convento se ordenó su derribo, quedando de él solo las referencias de los escritores del siglo XIX. La iglesia y dependencias anejas se conservaron y a principios del siglo XX se realizó una gran restauración bajo dirección de Adolfo Castiñeyra y Mateo Inurria, eliminándose del interior la decoración barroca del siglo XVII.
En 1904 los Padres Claretianos se hicieron cargo del templo, que hasta nuestros días funciona como parroquia de culto regular.

## Arquitectura

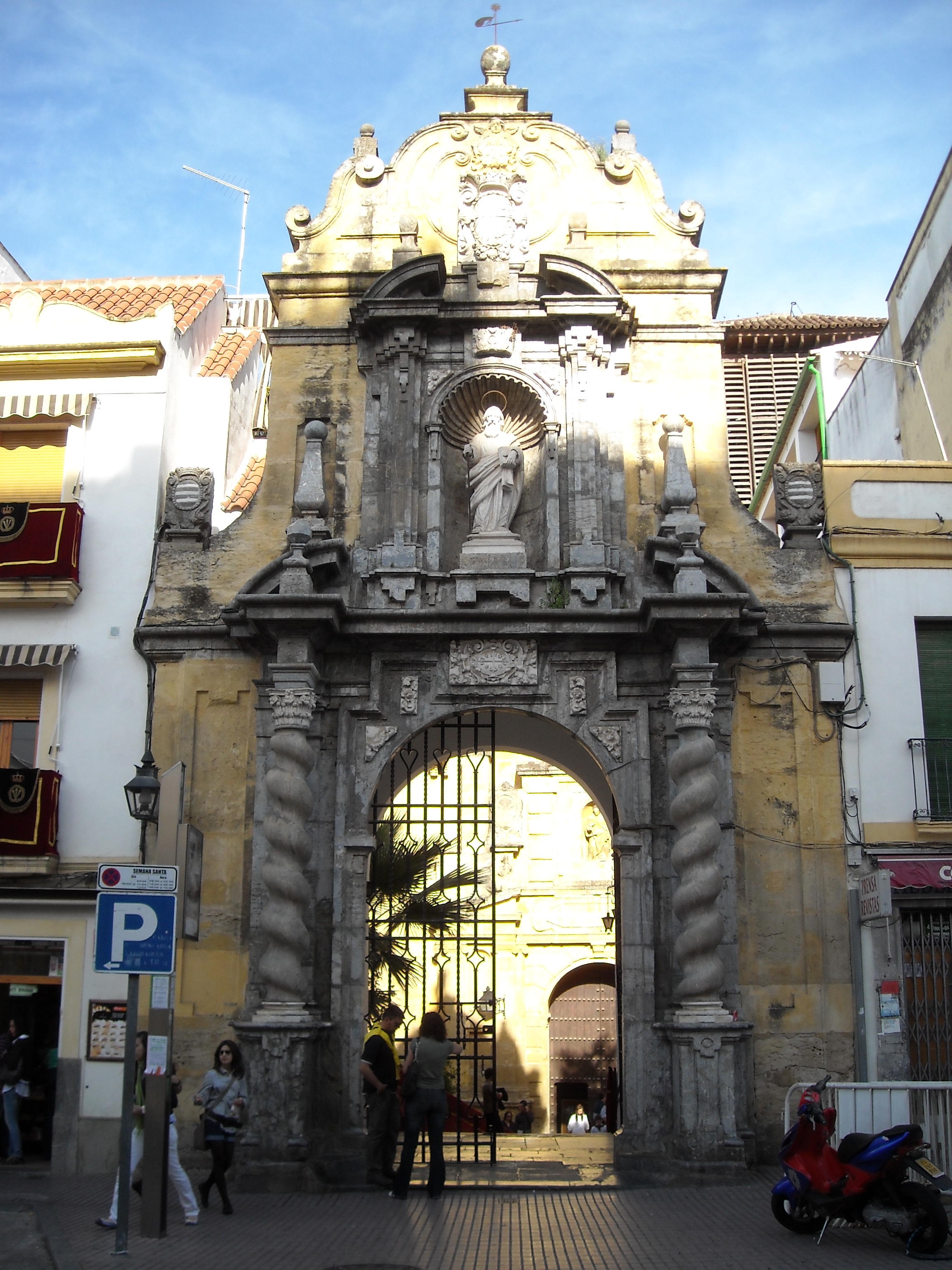
Portada en la calle Capitulares.

La iglesia tiene una portada en la calle Capitulares, barroca, con columnas salomónicas y una hornacina con la imagen de San Pablo; obra realizada en mármol en 1706, por los canteros lucentinos Andrés del Pino y Bartolomé de Rojas, por la que se accede a un pequeño compás en cuyo frente se encuentra la iglesia propiamente dicha, cuya fachada principal tiene una portada adosada de estilo manierista del siglo XVI, de estética próxima a Juan de Ochoa y rosetón, añadido en la restauración del siglo XX. La portada presenta dos cuerpos; el inferior es de medio punto entre dobles pilastras, con nichos para esculturas; remata en frontón partido con figuras recostadas de la Fe y la Esperanza y por encima el escudo de la orden. El cuerpo superior muestra la imagen de Santo Domingo y encima un tondo con la Caridad. 
El interior lo constituyen tres naves divididas por pilares que se cubren con artesonados mudéjares de lacería. La cabecera la forman tres ábsides, los laterales circulares en el interior y rectangulares en el exterior, con bóveda de cuarto de esfera, y el central de planta pentagonal y bóveda de crucería.
En la nave del Evangelio existe una puerta de acceso de arco ojival abocinado, con capiteles califales añadidos en la última intervención, que comunica con la calle San Pablo. En la nave de la Epístola, una antigua puerta de estilo gótico-mudéjar hace hoy función de portada de una capilla. Entre las capillas conservadas destaca la de la Virgen del Rosario, construida en el siglo XV como capilla funeraria de Martín López de Córdoba, bajo la dirección del alarife Pedro López II, y reformada en 1758, añadiendo retablo de mármoles y el edificio del camarín de la Virgen, siendo un excelente ejemplo del barroco cordobés. 
A la nave derecha abren dos capillas. La primera tiene planta poligonal y se cubre con una bóveda neogótica apeada en capiteles ménsulas. Se construyó en la reforma del XX y se entra a ella por un arco apuntado de mediados del siglo XIV, que corresponde a la primitiva puerta lateral. A los pies de la nave se halla una imagen de vestir del beato Francisco de Posadas, obra anónima de taller local de hacia 1800. A su lado se encuentra la segunda capilla, de la que se sirve la cofradía de la Expiración. Es una interesante construcción, rehecha en gran parte a comienzos del siglo XX por Adolfo Castiñeyra y Mateo Inurria. En ella se veneran las imágenes del Cristo de la Expiración, fechada hacia 1612, de estética granadina muy próximas a las obras de Alonso de Mena, que ha sufrido frecuentes intervenciones, la última y más correcta debida al restaurador José Rodríguez Rivero-Carreras en 1985. María Santísima del Silencio es imagen de candelero fechable en el XVIII, también restaurada por el mismo autor en dicho año; Nuestra Señora del Rosario en sus Misterios Dolorosos Coronada es obra de Luis Álvarez Duarte, fechada en 1973.
En esta iglesia se pudo admirar una de las esculturas más importantes de la Semana Santa cordobesa: Nuestra Señora de las Angustias, realizada por Juan de Mesa en 1627. La imagen estuvo albergada en el templo desde la década de los sesenta del pasado siglo aunque el 14 de marzo de 2014 fue trasladada a su antigua sede canónica: la iglesia de San Agustín. En el lugar dejado por la Virgen de las Angustias está ahora el simpecado de la hermandad de Nuestra Señora del Rocío.
La torre se levanta al pie de la iglesia, siendo su primer cuerpo de piedra y sobre este se alza una estructura de madera que hace las veces de campanario. 
Restos del claustro del convento pueden contemplarse integrados en el pasaje que da acceso a la Consejería de Cultura, también en la calle Capitulares.
La sala capitular, obra de Hernán Ruiz II, quedó inconclusa posiblemente por falta de fondos en los Jardines de Orive, situada en los terrenos de la antigua huerta conventual. A lo largo de 2008 se llevó a cabo la restauración y remodelación del edificio a fin de destinarlo a espacio cultural de la ciudad.

## Hermandades
- Hermandad de la Expiración
- Hermandad filial de Nuestra Señora del Rocío